# 馮續
馮續（1433年—？），字承宗，山東萊州府平度州昌邑縣人，明朝政治人物。進士出身。

## 生平
山東鄉試第四十名。天順八年（1464年）甲申科會試第一百九十六名，殿試登進士第三甲第一百四十七名。授户部主事，督粮山海关，升郎中，成化二十一年（1485年）正月奉命赈济陕西，八月被召回京，二十三年二月升官山西右參政，弘治四年（1491年）五月升山西左布政使，十月升都察院右副都御史、巡抚甘肃，因减削官军粮饷之半，为甘凉军士所恨，七年十二月因鞑虏多次入侵永昌、凉州等处，以废弛边备，启衅误事，被逮送锦衣卫狱，九年四月发送口外为民。

## 家族
曾祖父馮彥禮。祖父馮敬。父亲馮鎬，曾任縣丞。